# 玉置製薬
玉置製薬株式会社（たまおきせいやく）は、かつて存在した日本の医薬品メーカーである。

## 沿革
- 1972年 - ライオン歯磨（現 ライオン）の資本参加。

## 商品
- スマイル